# Callostolis
Callostolis là một chi bướm đêm thuộc họ Noctuidae.